# Xavier Girard
Xavier Girard (* 14. Februar 1970 in Saint-Martin-d’Hères) ist ein ehemaliger französischer Nordischer Kombinierer.

## Werdegang
Xavier Girard nahm mit der französischen Mannschaft an den Olympischen Winterspielen 1988 in Calgary teil. Gemeinsam mit Jean-Pierre Bohard und Fabrice Guy belegte er im Teamwettbewerb den achten Platz. Im Einzel erreichte er den 32. Rang.
Seine erste Platzierung in den Punkterängen bei einem Wettbewerb im Rahmen des Weltcups der Nordischen Kombination erzielte er am 29. Dezember 1988 mit einem 15. Platz in Oberwiesenthal. Bei den Nordischen Junioren-Skiweltmeisterschaften 1989 im norwegischen Vang gewann er im Teamwettbewerb gemeinsam mit Bohard und Francis Repellin die Silbermedaille. Am 25. März 1989 erreichte er mit dem zweiten Platz im kanadischen Thunder Bay seine erste und einzige Podiumsplatzierung im Weltcup. Am Ende der Saison 1988/89 stand mit Rang 19 auch seine beste Platzierung im Gesamtweltcup zu Buche.
Girard ging auch bei den Nordischen Skiweltmeisterschaften 1991 im italienischen Val di Fiemme an den Start und wurde mit Repellin und Guy Zweiter im Teamwettbewerb, was den größten Erfolg seiner Karriere darstellt. Bei den Olympischen Winterspielen 1992 in Albertville wurde er 13. im Einzel.

## Statistik

### Olympische Winterspiele
- Calgary 1988: 8. Team, 32. Einzel
- Albertville 1992: 13. Einzel

### Nordische Skiweltmeisterschaften
- Val di Fiemme 1991: 2. Team

### Nordische Junioren-Skiweltmeisterschaften
- Vang/Hamar 1989: 2. Team

### Weltcup-Platzierungen
| Saison  | Platz | Punkte |
| ------- | ----- | ------ |
| 1988/89 | 19.   | 23     |
| 1989/90 | 35.   | 01     |
| 1990/91 | 23.   | 08     |
| 1991/92 | 33.   | 05     |

### B-Weltcup-Platzierungen
| Saison  | Platz | Punkte |
| ------- | ----- | ------ |
| 1990/91 | 27.   | 12     |
| 1992/93 | 27.   | 09     |
| 1993/94 | 61.   | 01     |